# 曾国华 (清朝)
曾国华（1822年7月14日—1858年11月15日），谱名传谦，字温甫，号深斋，曾國藩六弟，晚清湘军将领。

曾家四兄弟

道光二年（1822年）壬午五月二十六日子时生。过继给曾麟书三弟曾骥云。早年為监生。道光二十六年鄉試落第，后来参与操办团练。咸丰七年二月（1857年2月），丁父忧，“随文正奔丧归”。咸丰八年二月（1858年4月），入李续宾部“襄办军务”。咸豐八年十月陣亡於安徽庐州三河，朝廷“特旨赐谥愍烈”。另外一种说法是曾国华没有死，因為當時一直找不到屍體，“骸未收”。唐浩明的长篇小说《曾国藩》即虛構曾國華出家的情節，此說於史無據。